# Andrew Shovlin
Andrew Shovlin (Liverpool; 1 de noviembre de 1973) es un ingeniero británico de Fórmula 1. Actualmente es el director de ingeniería de pista en el equipo Mercedes AMG Petronas Motorsport.

## Carrera
Shovlin se graduó de la Universidad de Leeds en 1998, luego de completar una licenciatura en Ingeniería Mecánica, seguida de un doctorado en Dinámica y Control de Vehículos. Comenzó su carrera en BAR en 1999.[cita requerida] También trabajó para Honda y en Brawn GP como ingeniero de carrera de Jenson Button. En 2010, fue nombrado ingeniero de carrera de Michael Schumacher en Mercedes GP. Al siguiente año fue ascendido al puesto de director de ingeniería de vía, cargo que ha conservado hasta el día de hoy.